# 圣乌苏拉殉道
《圣乌苏拉殉道》（義大利語：Martirio di Sant' Orsola）是意大利艺术家卡拉瓦乔（1571-1610）的一幅布面油画，绘制于1610年，被认为是他的最后一幅画。 它位于那不勒斯泽瓦洛斯斯蒂利亚诺宫画廊的 圣保罗银行收藏中。 
卡拉瓦乔于 1609 年 9 月或 10 月从西西里岛抵达那不勒斯。几天之内，他在一家餐馆外遭到四名武装人员的袭击受伤疗养。1610 年在那不勒斯，卡拉瓦乔为来自热那亚的25岁贵族马坎托尼奥·多里亚绘制《圣乌苏拉》。多利亚是卡拉瓦乔作品的热心收藏家，他订制这幅画，用来纪念他的继女加入乌苏拉修女会。这幅画的创作日期可以追溯到 1610 年 5 月 11 日之前不久， 多利亚在那不勒斯的代理人兰弗兰科·马萨写信给他的主人，说这幅画已经完成，他试图将其放在阳光下来加速干燥。 多利亚于 6 月 18 日在热那亚收到这幅画，很高兴，将它与拉斐尔和达芬奇作品以及一小瓶施洗約翰的真血放在一起。
根据传说，乌苏拉和一万一千名童贞女被匈奴俘虏，匈奴王希望能娶美丽的乌苏拉，被这位贞节的女子拒绝，于是她被国王用箭射穿。画作表现匈奴王放出箭的那一刻，乌苏拉略带惊讶，低头看着箭从胸口伸出来，旁观者震惊地注视，而身后仰起的脸显然正是卡拉瓦乔本人。《乌苏拉》标志着画家风格的再次变化，看到这幅画的人都被惊呆。
《圣乌苏拉》是卡拉瓦乔最后的画作。 7 月，他乘船出发去接受教宗的赦免，因为他在 1606 年的决斗中杀死了一名年轻人。但是他没有等到赦免，而是在托斯卡纳的埃尔科莱港死于热病。